# Platyceps variabilis
Espèce
Synonymes
- Zamenis variabilis Boulenger, 1905
- Coluber manseri Leviton, 1986

Statut de conservation UICN

 LC  : Préoccupation mineure
Platyceps variabilis  est une espèce de serpents de la famille des Colubridae.

## Répartition
Cette espèce se rencontre en Arabie saoudite, au Yémen et en Oman.

## Liste des sous-espèces
Selon The Reptile Database (25 avril 2014) :
- Platyceps variabilis manseri (Leviton, 1986) d'Arabie saoudite
- Platyceps variabilis variabilis (Boulenger, 1905) du Yémen et d'Oman

## Publications originales
- Boulenger, 1905 : Descriptions of Three new Snakes discovered in South Arabia by Mr. G. W. Bury. Annals and Magazine of Natural History, sér. 7, vol. 16, p. 178-180 (texte intégral).
- Leviton, 1986 : Description of a new species of Coluber (Reptilia: Serpentes: Colubridae) from the southern Tihama of Saudi Arabia, with comments on the biogeography of southwestern Arabia. Fauna of Saudi Arabia, vol. 8, p. 436-446  (ISBN 3-7234-0007-8).